# Одеська площа (Київ)
У Вікіпедії є статті про інші площі з назвою Одеська площа
Оде́ська пло́ща — площа в Голосіївському районі міста Києва, житловий масив Теремки-І. Розташована між проспектом Академіка Глушкова, вулицями Академіка Заболотного, Теремківською та Кільцевою дорогою. 

## Історія
Виникла в 1970-х роках під назвою Нова́ пло́ща. Сучасну назву отримала у 1976 році на честь міста-героя Одеси (виїзд на Одеську автотрасу). Фактично є транспортною розв'язкою, площі як відкритого публічного простору немає.
У 1975—1976 роках назву Одеська площа мала нині безіменна площа на перетині Набережної Славутича (нині — проспект Володимира Івасюка) та проспекту Червоних козаків (нині — проспект Степана Бандери).
Від свого початку, транспортна розв'яка на площі мала форму кільця подібну до Харківської площі виключно з рухом по колу. Наприкінці 1980-х років перебудована на дворівневу розв'язку типу «листок конюшини».